# HD162579
HD162579 — хімічно пекулярна зоря спектрального класу A1, що має видиму зоряну величину в смузі V приблизно  5,0.
Вона  розташована на відстані близько 217,0 світлових років від Сонця.

## Фізичні характеристики
Зоря HD162579 обертається 
досить швидко 
навколо своєї осі. Проєкція її екваторіальної швидкості на промінь зору становить  Vsin(i)=123км/сек.